# Дом-музей А. И. Герцена
Дом-музе́й Алекса́ндра Ива́новича Ге́рцена — музей, посвящённый деятельности писателя Александра Герцена. Расположен в Москве по адресу переулок Сивцев Вражек, 27, является филиалом Государственного литературного музея. Экспозиция находится в деревянном особняке в стиле ампир, построенном в 1820-х годах, где Герцен прожил с 1843 по 1847 год. Музей открылся в 1976 году по инициативе родственников писателя. По состоянию на 2018 год коллекция включает в себя более пятисот экспонатов: прижизненных изданий, фотографий и личных вещей писателя.

## История

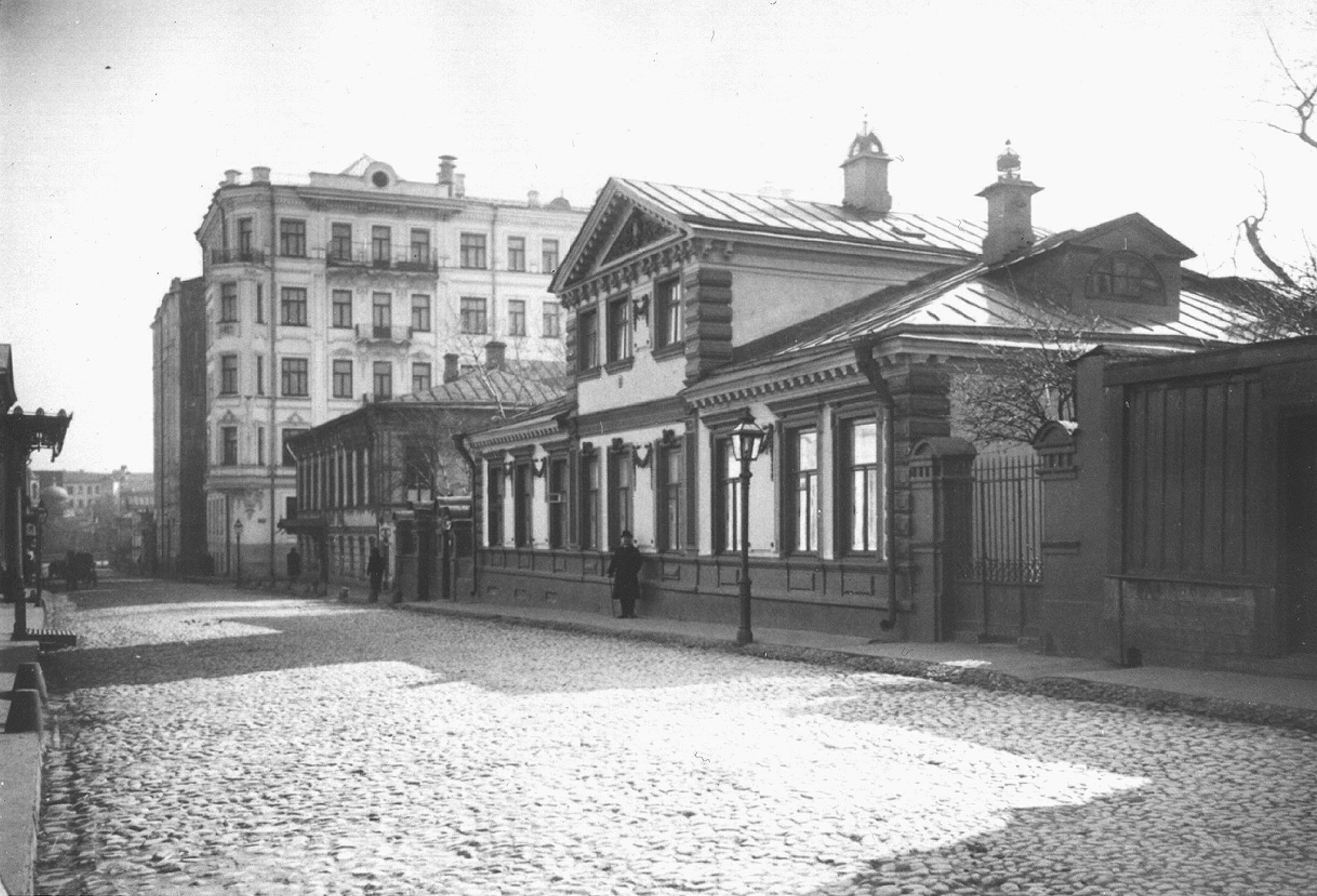
Особняк в Сивцевом-вражке, 27. Фотография конца XIX — начала XX веков

### Здание
Музей располагается в одноэтажном деревянном особняке с мезонином, возведённом в 1820 годах и приобретённом генералом Сергей Тучковым сразу после его постройки. Александр Герцен получил участок в наследство от отца Ивана Яковлева, который выкупил особняк в 1839 году. Герцен прожил в нём с 1843 по 1847 год, здесь он написал повести «Сорока-воровка» и «Доктор Крупов», роман «Кто виноват?», «Письма об изучении природы». В гостях у него бывали Василий Боткин, Виссарион Белинский, Николай Некрасов, Иван Тургенев, Михаил Щепкин. В 1892 году здание было перестроено и лишилось декоративных элементов в стиле ампир.
В 2008—2012 годах в здании производилась крупная реставрация: были заново обшиты стены, заменены несущие конструкции и восстановлены интерьеры. Открытие музея после ремонта было приурочено к празднованию 200-летия со дня рождения Герцена. На новой экспозиции «Вещи, которые были для нас святыней» выставлялись документы и предметы быта, переданные музею родственниками писателя.
В 2016 году стало известно о хищении средств, выделенных Министерством культуры на реставрацию музея.

### Основание музея

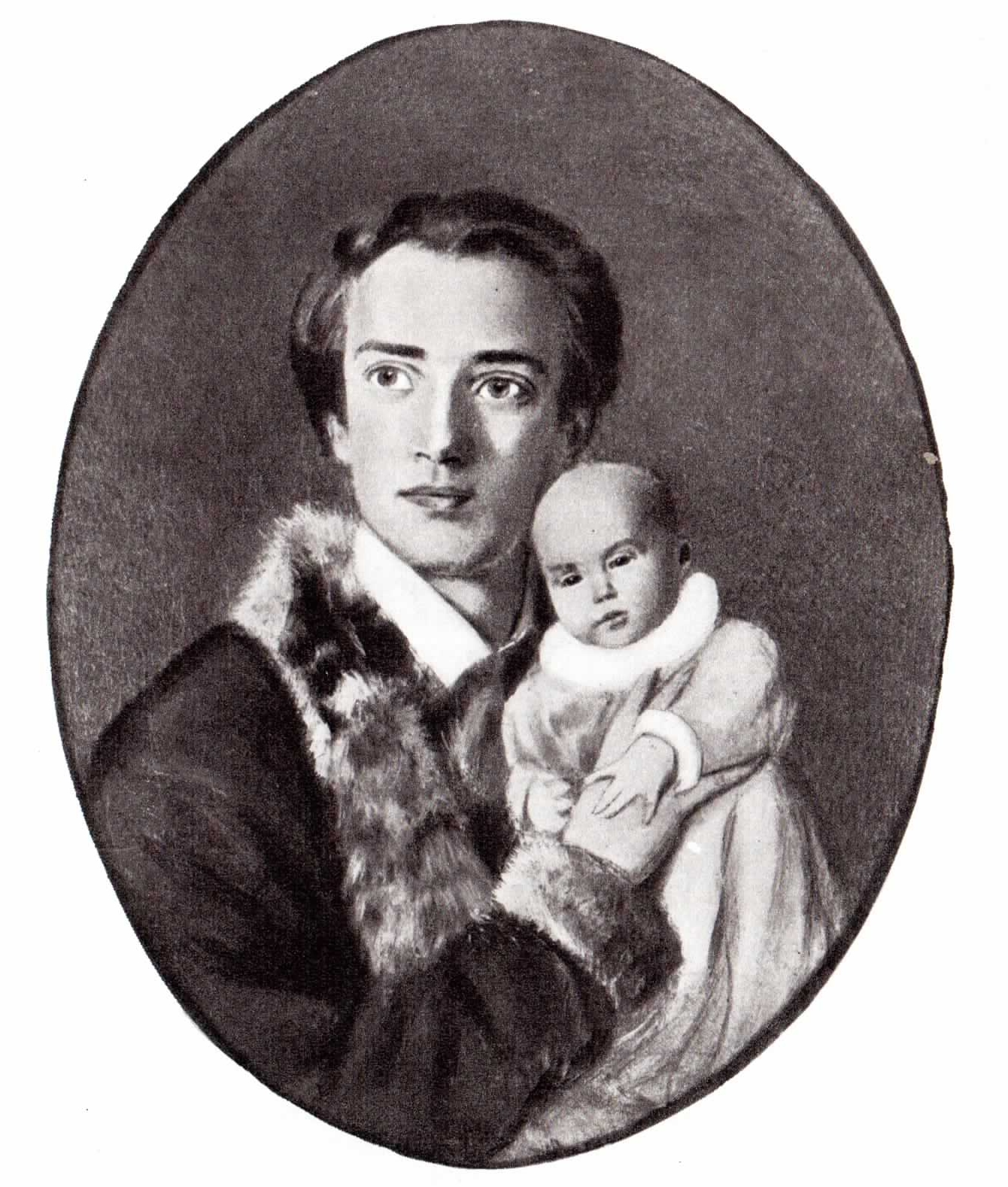
Портрет Александра Герцена с сыном в коллекции дома музея

В 1934 году в особняке Герцена открылась временная литературная выставка, посвящённая жизни писателя. На ней были представлены фотографии и портреты семьи, а также прижизненные издания произведений. Музей был основан в 1968 году по указу Исполкома Моссовета как филиал Государственного литературного музея. Открытие постоянной экспозиции состоялось в 1976 году по инициативе правнуков писателя — Натальи Герцен и Леонарда Риста. С 1972 по 1982 года они перевезли в музей более трёхсот экспонатов: книги с автографом Герцена, редкие рукописи, предметы быта и личные вещи.
С 1987 года музей активно сотрудничает с семьёй, зарубежными коллегами и друзьями писателя. На начало 2018 года собранные материалы и раритеты, связанные с жизнью Герцена, составляют бо́льшую часть мемориальной экспозиции.
В состав музея входит усадьба, двор и пристройка, в которой расположены два конференц-зала для выставочных проектов. После реставрации в пристройке была открыта мультимедийная выставка, посвящённая жизни Герцена в эмиграции.

### Экспозиция
В фондах хранятся более пятисот экспонатов: фотографии, письма, семейные портреты, прижизненные издания книг, предметы, принадлежащие семье писателя.
Экспозиция музея состоит из двух частей: в главном здании находится постоянная выставка «Герцен в России», в пристройке — мультимедийный зал «Герцен на Западе». В главном здании музея полностью восстановлена жилая обстановка дома. Здесь хранится детская перчатка погибшего в кораблекрушении сына, предсмертное изображение жены Натальи Герцен, портрет Александра Герцена работы художника Витбера 1836 года, рисунки дочери Натальи Александровны. На стене висит генеалогическое древо рода Герценых, подаренное правнуком писателя Майклом Герценым. В число экспонатов также входят: детский стакан писателя с надписью «Шушка» — детское прозвище писателя, первое литературное сочинение, опубликованное в 1836 году, предметы первой жены Натальи, портрет Герцена с сыном Александром, канделябры, картина «Апофеоз „Полярной звезды“» и «Колокола». В книжных шкафах выставлена литература XVIII века, в том числе труды Монтескьё, Руссо, Монтеня.
В пристройке хранятся документы и материалы из жизни Герцена в Париже. Здесь установлен фрагмент интерьера книготорговой лавки издателя Николая Трюбнера в Лондоне, в магазине которого продавались работы писателя. Тут же стоит бюст Герцена работы Филиппа Грасса 1858—1859 года.
14 декабря 2012 года в память о восстании декабристов была открыта постоянная экспозиция «„Я служил на пользу России словом и делом…“ Жизнь и судьба Александра Герцена». Для визуализации информации музей установил сенсорные киоски и звуковые инсталляции. В число новых залов входит «Студенческая комната 1830-х годов», «Лавка Трюбнера», «Зарубежный город».

## Мероприятия

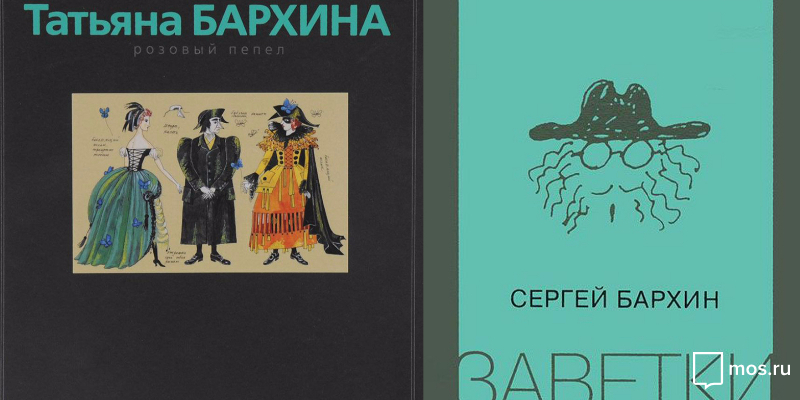
Выставка «Близнецы», посвящённая книжной коллекции Татьяны и Сергея Бархиных

Музей осуществляет активную научную и выставочную деятельность. В доме Герцена проводятся экскурсии для детей школьного возраста, лекции, посвящённые истории и литературе, а также устраиваются музыкальные вечера и научные конференции.
В апреле 2016 года была открыта выставка «Герцен-Музей-Герцен. Сорок лет спустя», посвящённая 40-летию со дня открытия. На мероприятии выступали научные сотрудники учреждения и родственники писателя.
В январе 2017 году открылась выставка книжной коллекции Татьяны и Сергея Бархиных, на которой были представлены уникальные детские издания и работы семейного издательства «Близнецы».
Помимо этого, руководители музея устраивают еженедельные экскурсии по соседним улицам, в которых расположены другие филиалы Государственного литературного музея.